# El Paso County (Jefferson-Territorium)
Der El Paso County war ein County des außerhalb des US-Gesetzes liegenden Jefferson-Territoriums, das vom 28. November 1859 bis zum 28. Februar 1861 bestand.

## Geschichte
Im Juli 1858 wurde Gold entlang des South Platte Rivers im Arapahoe County, Kansas-Territorium entdeckt. Diese Entdeckung löste den Pikes Peak Goldrausch aus. Viele Anwohner im Bergbaugebiet fühlten sich getrennt von den fernen territorialen Regierungen von Kansas und Nebraska, so dass sie am 24. Oktober 1859 dafür stimmten das eigene Jefferson-Territorium zu bilden. In den folgenden Monaten stimmte die General Assembly des Jefferson-Territoriums 12 Counties zu organisieren: Arrappahoe County, Cheyenne County, El Paso County, Fountain County, Heele County, Jackson County, Jefferson County, Mountain County, North County, Park County, Saratoga County und St. Vrain County. Der El Paso County wurde nach dem spanisch benannten Ute Pass nördlich von Pikes Peak benannt. Colorado City war Kreisstadt des El Paso County.
Das Jefferson-Territorium erhielt niemals bundesstaatliche Unterstützung. Am 28. Februar 1861 unterzeichnete US-Präsident James Buchanan ein Gesetz, mit dem das Colorado-Territorium organisiert wurde. Am 1. November 1861 organisierte die Colorado General Assembly 17 Counties, einschließlich des El Paso County und Pueblo County, für das neue Colorado-Territorium.